# Економско-трговинска школа Сопот
Економско-трговинска школа Сопот” средња је школа основана 1990. године Налази се у општини Сопот, у улици Кнеза Милоша 12.

## Историјат
Школа је основана 1990. године и тада је имала 3 одељења са око 100 ученика, а први образовни профили били су економски техничар и трговац. Од оснивања у школи се уче предмети уско повезани са економским правом и администрацијом, као и са трговином, угоститељством и туризмом.
Школа је током рада образовала економске техничаре, трговце, царинске техничаре, туристичке техничаре и трговинске техничаре. Од школске 2003/2004. године школа је била једна од првих 18 у Србији које су ушле у реформу средњег стручног образовања увођењем профила комерцијалиста. Од оснивања школа је делила простор са још две школе, а од до 2006. ради у новоизграђеном објекту од 5000 m2.

## Школа данас
Данас школа има 23 одељења, а похађа је око 600 ученика. Располаже са 20 учионица, 12 кабинета, за наставу информатике, бироа за виртуелна предузећа, географије, хемије, енглеског језика, укључујући стручне кабинете за трговце и туристичке техничаре. У оквиру школе налази се библиотека са читаоницом, свечана вишенаменска сала и просторија за разглас.